# Pfarrkirche Enzersdorf an der Fischa

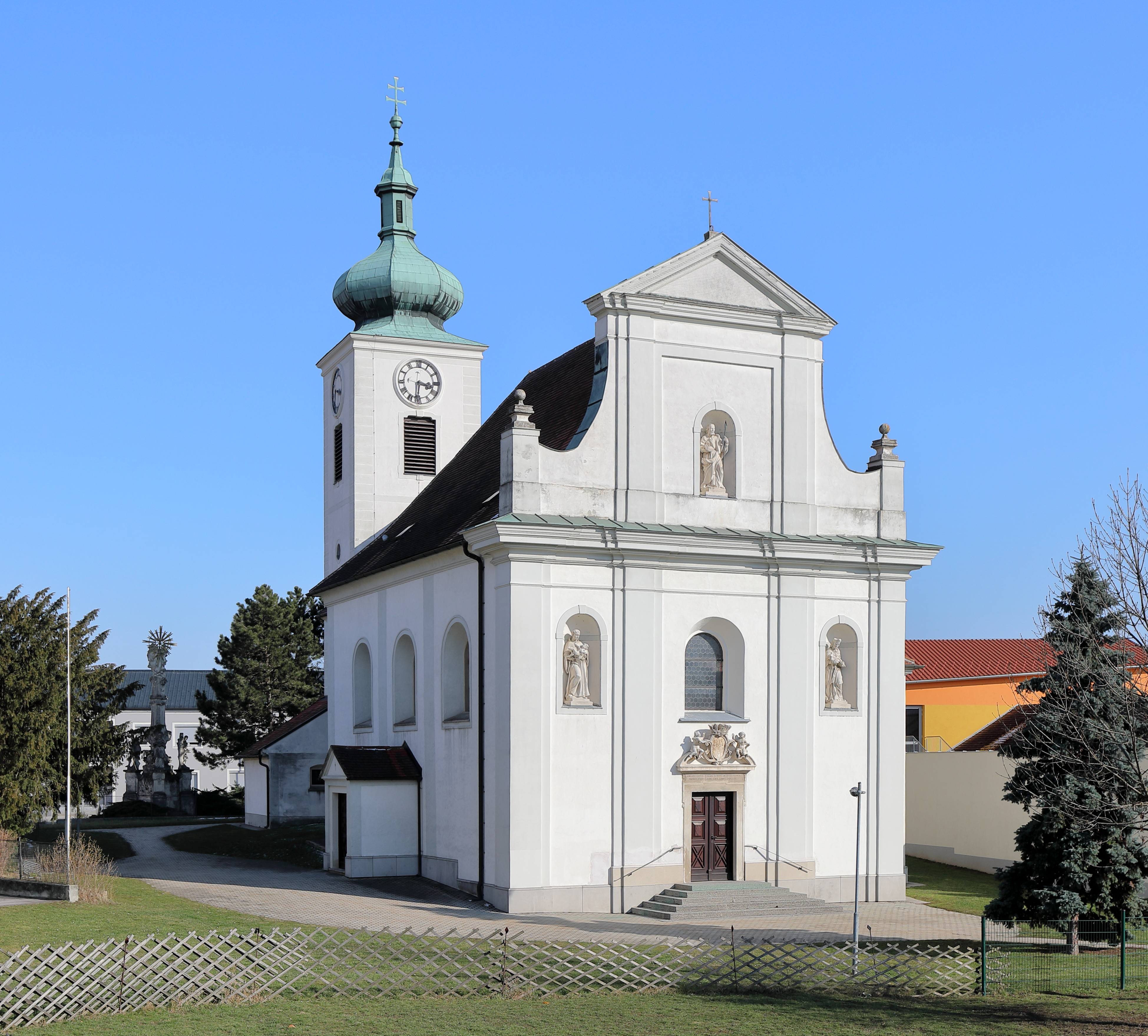
Katholische Pfarrkirche hl. Thomas in Enzersdorf an der Fischa

Die Pfarrkirche Enzersdorf an der Fischa steht in der Ortsmitte der Marktgemeinde Enzersdorf an der Fischa im Bezirk Bruck an der Leitha in Niederösterreich. Die dem heiligen Thomas geweihte römisch-katholische Pfarrkirche gehört zum Dekanat Schwechat im Vikariat Unter dem Wienerwald der Erzdiözese Wien. Die Kirche steht unter Denkmalschutz (Listeneintrag).

## Geschichte
Urkundlich wurde 1200 eine Kirche genannt, eine Vermutung nimmt eine Filiale des Schottenklosters an. 1227 wurde urkundlich der Pfarrer Berthold genannt. Die Kirche besteht aus mehreren bauhistorischen Zeiträumen, der romanische Chorquadratturm ist teils erhalten, ein gotischer Kapellenanbau ist erhalten. Das barocke Langhaus aus 1714/1715 war eine Kirchenerweiterung nach Westen unter dem Patronatsinhaber Bartholomäus I. von Tinti. Um 1900 erhielt der Turm einen Zwiebelhelm mit Laterne und südseitig eine Beichtkapelle. 1995 wurde die Kirche innen, 1998 außen restauriert.

## Architektur
Das barocke Langhaus zeigt Rundbogenfenster und eine starke gekehlte Traufe mit einer dreiachsigen zweigeschoßigen Westfassade mit geschichteten Pilastern mit einem Aufsatz mit mittigem Dreieckgiebel und geschwungenen seitlichen Ausläufen über einem kräftigen Gesims. In der Westfront ist mittig ein Rundbogenfenster flankiert von Nischen mit den Statuen Antonius mit Kind und Johannes Nepomuk, in der Nische mittig im Aufsatz steht die Statue Thomas. Das Rechteckportal mittig in der Westfront zeigt die Bauinschrift 1715 Bartholomäus Tinti, über dem Portal ist über einem Gesims eine plastische Wappenkartusche Tinti flankiert von zwei Engeln. Das romanische Chorquadrat ist der Chorschluss und zeigt an der Nordwand des darüberstehenden Turmes romanisches Großquadermauerwerk und eine Ritzzeichnung eines romanischen Würfelkapitells aus dem Ende des 12. Jahrhunderts. Der Turm hat in der oberen Zone eine flache Eckquaderung und Geschoßbänder, Schallfenster, und trägt einen Zwiebelhelm mit Laterne um 1900. Zwischen Chorquadrat und Langhaus ist ein zweijochiger eingezogener Chor. Nordseitig am Chorquadrat ist die alte Sakristei angebaut, teils mit gotischer Traufe. Südseitig am Chorquadrat steht eine seitenschiffartige Erweiterung eines gotischen Kapellenanbaus mit einem Dreiseitschluss und zwei südliche Strebepfeilern und teils vermauerten Spitzbogenfenstern mit gotischem Gewände aus der Mitte des 14. Jahrhunderts. Diese gotische Kapelle wurde später beim zweijochigen Chor bis zum Langhaus barock erweitert und zeigt dort Rundbogenfenstern und hat im Obergeschoß ein Oratorium. Südlich am Langhaus sind zwei Wendeltreppentürme angebaut, der östliche Wendeltreppenturm ist spätgotisch mit Spitzbogengewände, der Westliche ist barock. Zwischen den Wendeltreppentürmen ist eine niedrige Beichtkapelle um 1900 eingebaut. Ostseitig am Chorquadrat wurde 1746 die neue eingeschoßige Sakristei angebaut und zeigt teils vergitterte Rundbogenfenster und östlich Lünettenfenster. An der Langhausnordwand steht ein Grabstein des Baders Johann Christoph Ernbl und seiner Gemahlin Eva mit 1746/1749.
Das Kircheninnere zeigt sich im dreijochigen Langhaus mit gerundeten Ecken mit Stichkappentonnen auf gestuften Pilastern und Gurtbögen. Die dreiachsige stichkappenunterwölbte Westempore steht auf zwei toskanischen Säulen. Der Triumphbogen ist rundbogig. Der niedrigere stark eingezogene Chor ist im Mauerwerk romanisch und trägt zweijochig barocke Stichkappentonnen. Das anschließende leicht eingezogene romanische Turmchorquadrat hat ein Tonnengewölbe. Die nördliche alte Sakristei hat ein Kreuzrippengewölbe um 1400 auf gekappten Anläufen mit einem runden Schlussstein. Die südliche gotische einjochige Kapelle mit einem Dreiseitschluss hat ein Kreuzrippengewölbe mit Schlusssteinen aus dem 14. Jahrhundert mit teils entfernten Rippen. In der Kapelle ist eine spitzbogige Sakramentsnische. Die Kapelle hat teils aufgedeckte mittelalterliche Malerei mit der Darstellung eines Weihekreuzes. Die gotische Kapelle ist im Westen barock erweitert und hier mit Rundbogenarkaden zum Chor geöffnet und schließt mit einer niedrigen Flachdecke mit einem Putzschnittspiegel ab. Die östliche neue Sakristei hat eine Flachdecke mit geschweiftem Stuckspiegel über einem profilierten Gesims und hat barocke Eisenplattentüren mit originalen Schlössern und Beschlägen. Der Turmaufgang hat unten eine steinerne und oben eine hölzerne Spindeltreppe. Der Dachstuhl ist barock bzw. biedermeierlich und wurde im 20. Jahrhundert verstärkt. Am Dachboden ist romanisches Mauerwerk sichtbar. Im Südosten des Chores ist ein mittelalterlicher Traufstein. An den Gurtbögen des Gewölbes (wohl im Langhaus) ist barockisierende Dekormalerei, über dem Triumphbogen eine gemalte Wappenkartusche. Im Chor (wohl am Gewölbe) sind barocke profilierte Stuckmedaillons.

## Ausstattung
Die Einrichtung entstand überwiegend in der ersten Hälfte des 18. Jahrhunderts. Der Hochaltar aus dem ersten Viertel des 18. Jahrhunderts nimmt den Ostabschluss ein, hat einen flachen Altaraufbau mit Doppelsäulen und Opfergangportalen und zeigt das Hochaltarbild Ungläubiger Thomas und trägt die Statuen Sebastian, Rochus, Alban, König und im Aufzug Dreifaltigkeit und am Tabernakel ein Relief Opferung Isaaks. Die Seitenaltäre in den Ausrundungen der östlichen Langhausecken sind marmorierte Retabelaltäre mit Ovalbildern von Balthasar Scabino de Rossa (Rosaforte), links Geburt Christi und im Auszug Maria Magdalena, rechts Martyrium des Bartholomäus und im Auszug Petrus. Es gibt ein Vorsatzbild Mariahilf. Die barocke Kanzel zeigt am Korb das Reliefs der Kirchenväter und an der Rückwand Paulus, der Schalldeckel trägt Engel mit den Symbolen Glaube, Hoffnung, Liebe.
Im südlichen Kapellenchor steht eine bemerkenswerte fünffigurige Kreuzigungsgruppe mit Christus, Maria, Johannes und die zwei Schächer um 1700 über einem alla grottesca errichteten Unterbau, der Altarstipes zeigt einen gemalten Leichnam Christi.
Die Orgel aus 1726 von Gottfried Sonnholz wurde im Jahre 1827 aus der Pfarr- und Wallfahrtskirche Mariabrunn in Wien XIV hierher übertragen. Eine Glocke nennt Johann Kippo 1690.